# Laurent Gouvion Saint-Cyr
Laurent Gouvion Saint-Cyr, född 13 maj 1764 i Toul, Meurthe-et-Moselle, död 17 mars 1830 i Hyères, Var, var en fransk militär, marskalk av Frankrike och markis av Gouvion Saint-Cyr. Hans ursprungliga namn var Laurent Gouvion, moderns namn Saint-Cyr lade han senare till som ett nom de guerre.
Hans fars yrke anges omväxlande som garvare, slaktare eller jordägare. Före franska revolutionen försörjde han sig som konstnär och skådespelare i Paris men anslöt sig 1792 till armén och blev divisionsgeneral 1794. Han visade sig emellanåt ovillig att lyda sina överordnade, vilket ådrog sig Napoleon I:s missnöje och ledde till att han under napoleonkrigen i allmänhet tilldelades mindre viktiga uppdrag. Utnämnandet till marskalk av Frankrike dröjde därmed till hans seger vid första slaget vid Polotsk under det ryska fälttåget 1812. Efter Napoleons abdikation 1814 gick han över till Ludvig XVIII och förblev lojal mot kungen även under de hundra dagarna. Han var något av en enstöring och beskrivs som en hederlig om än kylig intellektuell.